# Magyar botanikusok listája
A magyar botanikusok listája a növénytan területén kiemelkedő teljesítményű magyar tudósokat tartalmazza betűrendben, alapvető életrajzi adataik, illetve szakterületük feltüntetésével.
A lista célja szerint nem csupán az általános biológiai növénytan, hanem az azzal érintkező egyéb természet- és társadalomtudományok, illetve az alkalmazott növénytan művelőit is tartalmazza. Ennek megfelelően az alábbi tudományágak képviselői kaptak itt helyet:
1. Az egy-egy földrajzi területhez fűződő általános flórakutatás (vegetációkutatás, florisztika) szaktudományos művelői, illetve a jelentősebb, munkájukkal a tudományos növénytani kutatásokat segítő műkedvelő növénygyűjtők.
2. Az elméleti vagy biológia növénytan (botanika) képviselői.
  1. Az általános növénytanon belül külön jelöltük az egyes tudósok munkásságára kiemelten jellemző részdiszciplínákat is:
    - a növényvilág rendszerbe foglalását célzó növényrendszertant (fitoszisztematika);
    - a növények belső anatómiai és külső morfológiai felépítését, önfenntartó és fajfenntartó szerveződését leíró növényszervezettant (fitoorganológia; specifikusabban növényalaktan vagy fitomorfológia, növényszervtan vagy fitoorganográfia, növényanatómia vagy fitotómia, növényszövettan vagy fitohisztológia, növénysejttan vagy fitocitológia, pollen- és spórakutatás vagy palinológia, növényszármazástan vagy fitofilogenetika, növényegyedfejlődés-tan vagy fitoontogénia);
    - a növények életjelenségeit vizsgáló növényélettant (fitofiziológia);
    - a növényzeti típusok, növényfajok elterjedésével foglalkozó növényföldrajzt (geobotanika, fitogeográfia);
    - a növénytársulások felépítésével és törvényszerűségeivel foglalkozó növénytársulástant (fitocönológia);
    - a növénypopulációk környezetükkel való kapcsolatát vizsgáló növényökológiát (fitoökológia).

  2. A biológiai növénytanon belül specifikusan az alsóbb rendű telepes vagy spórás növényeket tudományosan feldolgozó kutatók, akik a
    - moszatkutatás (algológia),
    - zuzmókutatás (lichenológia),
    - mohakutatás (briológia),
    - harasztkutatás (pteridológia) terén tevékenykedtek.

  3. Rendszertani okokból a gombák rendszerezésével és biológiai leírásával foglalkozó gombatan (mikológia) kutatói egy másik listában kaptak helyet (lásd Magyar mikológusok listája), de amennyiben egy a listában szereplő botanikus mikológiával is foglalkozott, azt feltüntettük.
  4. Amennyiben egy életmű hangsúlyos rendszertani területét alkották, külön jelöltük 
    - a lágy szárú növényekkel foglalkozó herbológia,
    - illetve a fás szárúakkal (fákkal, cserjékkel) foglalkozó dendrológia képviselőit.
3. Az alkalmazott mezőgazdasági növénytan (agrobotanika) kutatói, vagyis a kultúrnövények rendszertanával, szervezettanával, élettanával vagy növénynemesítéssel foglalkozó tudósok.
  - Külön kiemeltük az általános növényélettannal számos területen érintkező növénykórtan (fitopatológia) képviselőit, nem kaptak viszont helyet a növénytermesztéstan agrotechnikai, növényápolási és növényvédelmi kérdéseivel foglalkozó agrármérnökök vagy agrokémikusok.
  - Ugyancsak feltüntettük az általános biológiai herbológia és dendrológia (vö. 2.4.) mellett 
    - az alkalmazott mezőgazdasági herbológia (gyomnövénytan),
    - a kertészeti dendrológia (dísznövénytan),
    - az erdészeti dendrológia/növénytan művelőit is,

  - illetve azokat az agrobotanikusokat, akik egy-egy jól meghatározható kultúrnövénytípus vizsgálatának szentelték munkásságuk jelentős részét: gyümölcsismerettan (pomológia), szőlőismerettan (ampelológia).
4. Az általános növénytannal érintkező természet- vagy társadalomtudományos diszciplínák művelői, mint például 
  - az ősnövénytan (paleobotanika)
  - vagy a régészeti növénytan (archeobotanika).
5. A biokémiával, mikrobiológiával, farmakognóziával vagy élelmiszer-vegyészettel érintkező növénykémia (hatóanyag-vizsgálat), illetve egészségügyi növénytan vagy orvosbotanika (gyógynövénykutatás vagy gyógynövényismeret) jeles alakjai.
6. A botanika tudománytörténetével foglalkozó szaktörténészek.

## Magyar botanikusok
| Ábécé szerinti tartalomjegyzék                                                                           |
| --- |
| A, Á B C Cs D Dz Dzs E, É F G Gy H I, Í J K L Ly M N Ny O, Ó Ö, Ő P Q R S Sz T Ty U, Ú Ü, Ű V W X Y Z Zs |

### A, Á
- Ab Hortis Sámuel (1729–1792) növényélettan
- Ács Éva (1964) algológia
- Agnelli József (1852–1923) mezőgazdasági növénytan, gyógynövénykutatás
- Almádi László (1936) herbológia, növényrendszertan
- Ambrózy István (1869–1933) florisztika, kertészeti dendrológia
- Andrasovszky József (1889–1943) ampelológia
- Andreánszky Gábor (1895–1967) növényföldrajz, növényszármazástan, paleobotanika
- Angeli Lambert (1916–1971) mezőgazdasági növénytan
- Angyal Dezső (1852–1936) pomológia
- Antal Dániel (1901–1972) mezőgazdasági növénytan, pomológia
- Augustin Béla (1877–1954) gyógynövénykutatás

### B
- Bacsó Nándor (1904–1974) növényökológia
- Baksay Leona (1915–2005) növényélettan, növényrendszertan
- Bálint Sándor (1860–1922) ampelológia
- Balogh József (1750 k. – 1781) florisztika
- Band Henrik (1840–1913) florisztika, kertészeti botanika
- Barabás Zoltán (1926–1993) mezőgazdasági növénytan
- Baranyai Aurél (1903–1983) gyógynövénykutatás
- Baráth Zoltán (1924–1982) növénytársulástan, növényrendszertan, florisztika
- Barna Béla (1931–1979) mezőgazdasági növénytan, pomológia
- Barnabás Beáta Mária (1948) mezőgazdasági növénytan
- Baross Károly (1865–1905) ampelológia
- Baross László (1865–1938) mezőgazdasági növénytan
- Barra István (1900–1986) ampelológia, növénykórtan
- Barra István (1805–1865) növényrendszertan
- Baskay Tóth Bertalan (1903–1976) mezőgazdasági növénytan
- Bátky Károly (1794–1859) mezőgazdasági növénytan
- Bayer Jenő (1932–1970) növénykémia
- Bedő Zoltán (1951) mezőgazdasági növénytan
- Beke László (1881–1950) mezőgazdasági növénytan, növénykórtan
- Békésy Miklós (1903–1980) mezőgazdasági növénytan, gyógynövénykutatás
- Benedek László (1901–1977) mezőgazdasági növénytan
- Benkő Dániel (1799–1883) mezőgazdasági növénytan
- Bereczki Máté (1824–1895) pomológia
- Bontovics Lajos (1929–1987) mezőgazdasági növénytan
- Benkő József (1740–1814) florisztika, orvosbotanika
- Bernátsky Jenő (1873–1944) növénytársulástan, növényrendszertan, növénykórtan, mikológia
- Betegh Péter (1884–1969) gyógynövénykutatás
- Beythe István (1532–1612) florisztika, mikológia
- Bihari Gyula (1889–1977) herbológia
- Bittera Gyula (1893–1970) mezőgazdasági növénytan, gyógynövénykutatás
- Bittera Miklós (1887–1947) mezőgazdasági növénytan
- Blattny Tibor (1883–1969) erdészeti növénytan
- Bodnár Béla (1932–1960) florisztika, növényföldrajz
- Bodnár János (1889–1953) növénykémia
- Bodócs István (1887–1965) növényszervezettan
- Bodor Pál (1773–1828) pomológia
- Bodrogközy György (1924-2010) növénytársulástan, növényökológia
- Bolla János (1806–1881) florisztika, mikológia
- Bolza Pál (1861–1947) kertészeti dendrológia
- Borbás Vince (1844–1905) florisztika, növényrendszertan, növénytársulástan
- Borhidi Attila (1932) növényrendszertan, florisztika, növénytársulástan
- Boros Ádám (1900–1973) florisztika, briológia, algológia
- Boros Rezső (1925–1968) pomológia
- Borsos Olga (1926–2025) növényrendszertan, növényszervezettan
- Böckh György (1822–1874) növényföldrajz
- Bruder János (1913–1982) mezőgazdasági növénytan
- Budai József (1851–1939) pomológia, florisztika
- Bunke Zsuzsanna (1926-2009) herbáriumtörténet

### C
- Cholnoky László (1899–1967) növénykémia
- Chyzer Kornél (1836–1909) florisztika
- Clauder Ottó (1907–1985) növénykémia
- Czakó Kálmán (1843–1895) mezőgazdasági növénytan
- Czeiner Nándor (1850–1928) ampelológia
- Czetz Antal (1801–1865) florisztika
- Czimber Gyula (1936–2008) herbológia

### Cs
- Csapó József (1734–1799) gyógynövénykutatás
- Csapó M. József (1911–1979) mezőgazdasági növénytan
- Csapody István (1930–2002) erdészeti növénytan, florisztika
- Csapody Vera (1890–1985) florisztika, növényrendszertan, növényélettan
- Csatári-Szüts Kálmán (1912–1973) mezőgazdasági növénytan
- Csató János (1833–1913) florisztika
- Cserey Adolf (1851–1918) növényrendszertan
- Cserey Farkas (1773–1842) florisztika
- Cserháti Sándor (1852–1909) mezőgazdasági növénytan
- Csókás József (1824–1905) ampelológia
- Csolsch János (18. sz.) kertészeti dendrológia
- Csonti Szabó István (1895–1960) mezőgazdasági növénytan
- Csorba Zoltán (1904–1981) növénykórtan, mikológia
- Csűrös István (1914–1998) florisztika, növénytársulástan

### D
- Dániel Ágnes (1929–1986) növénykémia, növényélettan
- Dániel Lajos (1902–1978) pomológia
- Darvas Ferenc (1883–1934) gyógynövénykutatás
- Debreczy Zsolt (1941) dendrológia, briológia
- Deccard János Kristóf (1686–1764) florisztika
- Deccard János Vilmos (1722–1778) florisztika
- Degen Árpád (1866–1934) florisztika, növényanatómia, mezőgazdasági növénytan
- Deininger Imre (1844–1918) mezőgazdasági növénytan, régészeti növénytan
- Demeter Károly (1852–1890) briológia
- Dicenty Dezső (1879–1965) ampelológia
- Diószegi Sámuel (1760–1813) növényrendszertan
- Doby Géza (1877–1968) növénykémia, növényfiziológia
- Doleschall Gábor (1813–1891) növényélettan
- Domokos János (1904–1978) kertészeti dendrológia
- Dorner József (1808–1873) növényszervezettan
- Dőry Lajos (1904–1977) mezőgazdasági növénytan

### E, É
- Endlicher István László (1804–1849) növényrendszertan
- Entz Ferenc (1805–1877) ampelológia
- Ercsei József (1792–1868) florisztika
- Ernyey József (1874–1945) botanikatörténet

### F
- Fáber Sándor (1874–1933) mezőgazdasági növénytan
- Fábry János (1830–1907) florisztika
- Facsar Géza (1941) növényrendszertan, archeobotanika, kertészeti dendrológia
- Faludi Béla (1909–1984) növényszervezettan
- Farkas Gábor (1925–1986) növényélettan, növényszervezettan, növénykórtan
- Farkas Loránd (1914–1986) növénykémia
- Farkas Mihály (1833–1900) mezőgazdasági növénytan
- Fazekas Mihály (1766–1828) növényrendszertan
- Fehér Dániel (1890–1955) erdészeti növénytan, növényélettan
- Feichtinger Sándor (1817–1907) florisztika
- Fekete Gábor (1930–2016) florisztika, növényföldrajz, növénytársulástan
- Fekete József (1842–1906) kertészeti dendrológia
- Fekete Lajos (1837–1916) erdészeti növénytan
- Fekete Zoltán (1877–1962) erdészeti növénytan, növényföldrajz
- Felföldy Lajos (1920-2016) algológia
- Fellner Ferenc (1847–1913) kertészeti dendrológia
- Fialowski Lajos (1846–1909) botanikatörténet
- Filarszky Nándor (1858–1941) algológia, növényszervezettan, növényrendszertan
- Flatt Károly (1853–1906) mezőgazdasági növénytan, botanikatörténet
- Fleischmann Rudolf (1879–1950) mezőgazdasági növénytan
- Fóriss Ferenc (1892–1977) florisztika, lichenológia
- Földi János (1755–1801) növényrendszertan
- Francé Rezső (1874–1943) növénykórtan, algológia
- Freh Alfonz Sándor (1832–1915) florisztika
- Frenyó Vilmos (1908–1998) növényélettan
- Fridvaldszky János (1730–1784) dendrológia
- Fridvaldszky Loránd (1923–1994) növényszervezettan
- Frivaldszky Imre (1799–1870) florisztika
- Fucskó Mihály (1885–1914) növényszervezettan, növényélettan

### G
- Galántai Miklós (1937–2005) kertészeti dendrológia
- Gallé László (1908–1980) növénykórtan, lichenológia
- Gáyer Gyula (1883–1932) növényrendszertan, növényföldrajz, florisztika
- Genersich Sámuel (1768–1844) florisztika
- Gensel János Ádám (1677–1720) florisztika
- Gergely István (1877–1960) pomológia
- Gerhárdt Guido (1876–1939) mezőgazdasági növénytan
- Geschwind Rezső (1829–1910) kertészeti dendrológia
- Gillemot György Lajos (1813–1892) kertészeti botanika
- Gimesi Nándor István (1892–1953) növényélettan, növényszervezettan, algológia
- Giovannini Rudolf (1891–1963) gyógynövénykutatás
- Gomba Károly (1889–1916) növényanatómia
- Gombocz Endre (1882–1945) florisztika, növényrendszertan, botanikatörténet
- Gondola István (1922–1970) mezőgazdasági növénytan, herbológia
- Görög Jenő (1920–1978) növénykórtan, mikológia
- Glocker Károly (1809–1879) pomológia
- Grábner Emil (1878–1955) mezőgazdasági növénytan, gyógynövénykutatás
- Greguss Pál (1889–1984) növényélettan, növényszervezettan
- Greinich Ferenc (1867–1942) florisztika
- Greisiger Irma (1882–1947) briológia florisztika
- Griger György (1879–1946) kertészeti botanika
- Gróf Béla (1883–1936) mezőgazdasági növénytan, növénykórtan
- Gruber Ferenc (1905–1971) mezőgazdasági növénytan
- Grundl Ignác (1813–1878) florisztika
- Gulyás Antal (1884–1980) növénykórtan
- Gulyás József (1917–1979) növénykémia

### Gy
- Gyárfás József (1875–1965) mezőgazdasági növénytan
- Győrffy Barna (1911–1970) növényélettan
- Győrffy István (1880–1959) briológia
- György József (1813–1862) florisztika
- Gyürki Antal (1817–1890) ampelológia

### H
- Haberle Károly (1764–1832) növényrendszertan
- Hably Lilla (1953) paleobotanika
- Halász Márta (1905–1971) algológia
- Halmai János (1903–1973) gyógynövénykutatás
- Haracsi Lajos (1898–1978) erdészeti növénykórtan
- Haraszty Árpád (1907–1987) növényszervezettan, növényélettan
- Hargitai Zoltán (1912–1945) florisztika, növénytársulástan
- Haynald Lajos (1816–1891) florisztika, a hazai botanika mecénása
- Háznagy András (1913–1987) gyógynövénykutatás
- Hazslinszky Bertalan (1902–1966) növényszervezettan, állatorvosi növénytan
- Hazslinszky Frigyes Ákos (1818–1896) florisztika, mikológia, lichenológia, briológia, algológia
- Hegyi Dezső (1873–1926) növénykórtan, mikológia
- Hensch Árpád (1847–1913) mezőgazdasági növénytan
- Herczeg Márton (1936–1987) mezőgazdasági növénytan
- Heszky László (1945) mezőgazdasági növénytan
- Heuffel János (1800–1857) florisztika
- Heykal Ede (1844–1929) kertészeti botanika, pomológia
- Hollendonner Ferenc (1882–1935) növényszervezettan, régészeti növénytan
- Hollós László (1859–1940) mikológia, florisztika
- Horánszky András (1928–2015) florisztika, növényrendszertan, dendrológia
- Horn János (1881–1958) pomológia
- Horn Miklós (1899–1965) mezőgazdasági növénytan
- Hortobágyi Tibor (1912–1990) algológia, növényrendszertan, mezőgazdasági növénytan
- Horvát Adolf Olivér (1907–2006) florisztika, növénytársulástan
- Horváth Ernő (1929–1990) florisztika
- Horváth Imre (1926–1979) növényökológia, erdészeti növénytan
- Horváth József (1936) mezőgazdasági növénytan, növénykórtan
- Hulják János (1883–1942) florisztika
- Husz Béla (1892–1954) növénykórtan, mikológia

### I, Í
- Igmándy József (1897–1950) florisztika, briológia
- Igmándy Zoltán (1925–2000) erdészeti növénytan, mikológia
- Irk Károly (1882–1924) gyógynövénykutatás
- Isépy István (1942–2022) gyógynövénykutatás
- Istvánffi Gyula (1860–1930) növényanatómia, algológia, mikológia, ampelológia

### J
- Jablonszky Jenő (1892–1975) növényrendszertan, paleobotanika
- Jakobey István (1901–1971) mezőgazdasági növénytan
- Jakucs Pál (1928–2000) növénytársulástan, növényökológia
- Jámbor Béla (1917–1971) növényélettan, növényszervezettan
- Janka Viktor (1837–1890) florisztika, növényrendszertan
- Jánossy Andor (1908–1975) mezőgazdasági növénytan
- Jávorka Sándor (1883–1961) florisztika, növényrendszertan
- Jeanplong József (1919–2006) florisztika, növényföldrajz, növénytársulástan
- Jeney Endre (1891–1970) növénykémia
- Juhász Miklós (1938) palinológia
- Juhász-Nagy Pál (1935–1993) növényökológia
- Jurányi Lajos (1837–1897) növényszervezettan, növényélettan

### K
- Kabay János (1896–1936) gyógynövénykutatás
- Kanitz Ágoston (1843–1896) florisztika, botanikatörténet
- Kaplonyi Károly (1918–1971) mezőgazdasági növénytan, növényélettan
- Karmacsi Bertalan (1898–1977) pomológia
- Károly Rezső (1868–1945) mezőgazdasági növénytan
- Károlyi Árpád (1907–1972) florisztika, briológia
- Kárpáti István (1924–1989) algológia
- Kárpáti Zoltán (1909–1972) florisztika, növényföldrajz, növényrendszertan, dendrológia
- Kasztori Rudolf (1935) mezőgazdasági növénytan, növényélettan, növénykémia
- Katona Mihály Dénes (1782–1874) mezőgazdasági növénytan
- Katona Zsigmond (1828–1902) pomológia, ampelológia
- Kayser Gusztáv Adolf (1817–1878) florisztika
- Kedves Miklós (1933–2003) palinológia
- Keller Jenő (1917–194?) növényrendszertan
- Kenessey Kálmán (1822–1913) mezőgazdasági növénytan
- Kerekes József (1924–1973) mezőgazdasági növénytan, gyógynövénykutatás
- Kerényi Elek (1916–1963) kertészeti botanika
- Kerényi-Nagy Viktor (1985) taxonómia, florisztika
- Kern Herman (1876–1957) növénykórtan, mikológia
- Kerpely Kálmán (1864–1940) mezőgazdasági növénytan
- Kiss Árpád (1889–1968) florisztika
- Kitaibel Pál (1757–1817) florisztika
- Klein Gyula (1844–1915) algológia, mikológia, növényanatómia
- Kodolányi Antal (1835–1910) mezőgazdasági növénytan, növényszervezettan
- Kol Erzsébet (1897–1980) algológia
- Kolbai Károly (1901–1972) mezőgazdasági növénytan
- Kolbány Pál (1758–1816) növénykémia
- Kolecsányi Kálmán (1886–1960) kertészeti botanika
- Komlódi Magda (1931) florisztika, palinológia
- Koren István (1805–1893) florisztika
- Korponay Gyula (1888–1975) pomológia, gyümölcskórtan
- Kosutány Tamás (1848–1915) mezőgazdasági növénytan, növényélettan
- Kovács Ervin Iván (1934–1987) növényszervezettan
- Kovács János (1816–1906) florisztika
- Kovács Margit (1930) florisztika, növénytársulástan
- Kovács Huszka Ferenc (1869–1944) florisztika
- Kováts Ferenc (1873–1956) növényrendszertan
- Kováts Gyula (1815–1873) paleobotanika, florisztika
- Kovatsits Károly (1875–1929) mezőgazdasági növénytan
- Kozma Dénes (1875–1925) herbológia
- Kőfaragó-Gyelnik Vilmos (1906–1945) lichenológia
- Kőmíves Tamás (1944) mezőgazdasági növénytan
- Kövessi Ferenc (1875–1945) növényélettan, ampelológia
- Kramer János György (1684–1744) növényrendszertan, orvosbotanika
- Kubacska András (1871–1942) növényszervezettan, kertészeti növénytan
- Kubinyi Ágoston (1799–1873) florisztika
- Kupcsok Samu (1850–1914) florisztika
- Kümmerle Jenő Béla (1876–1931) növényszervezettan, pteridológia
- Kwaysser István (1915–1982) ampeleológus

### L
- Láng Adolf Ferenc (1795–1863) florisztika
- Láng Géza (1916–1980) mezőgazdasági növénytan
- László Gábor (1878–1960) ősnövénytan, növénytársulástan
- Legány Ödön (1876–1944) mezőgazdasági növénytan
- Legányi Ferenc (1884–1964) paleobotanika
- Lehner Ödön (1887–1938) pomológia
- Leibitzer János (1763–1817) pomológia
- Lengyel Géza (1884–1965) mezőgazdasági növénytan, florisztika
- Letenyei Lajos (1822–1868) mezőgazdasági növénytan
- Ligeti Viktor (1912–1986) növénykémia
- Limbacher Károly (1868–1937) pomológia
- Linhart György (1844–1925) mezőgazdasági növénytan, növénykórtan
- Lippay János (1606–1666) pomológia
- Loew Károly Frigyes (1699–1741) florisztika
- Lojka Hugó (1844–1887) florisztika, lichenológia
- Lukácsy Sándor (1815-1880) pomológus
- Lumnitzer István (1747–1806) florisztika

### M
- Mágócsy-Dietz Sándor (1855–1945) növényélettan, dendrológia, mikológia
- Magyar Gyula (1884–1945) mezőgazdasági növénytan, pomológia, kertészeti botanika
- Magyar Pál (1895–1969) erdészeti növénytan, növényrendszertan, növénytársulástan
- Magyary-Kossa Gyula (1865–1944) orvosi növénytan
- Majer István (1887–1953)
- Majer Antal (1910–1996) erdészeti növénytan
- Májer Móric (1815–1904) florisztika
- Mándy György (1913–1976) mezőgazdasági növénytan, növényszervezettan
- Manninger István (1920–1990) mezőgazdasági növénytan, növénykórtan
- Marc Ferenc (1813–1900) kertészeti növénytan
- Margittai Antal (1880–1939) florisztika
- Márkus Sándor (1831–1867) algológia, florisztika
- Martos László (1930–1957) növényélettan
- Máthé Imre, id. (1911–1993) florisztika, növényökológia, mezőgazdasági növénytan, növénykémia, orvosbotanika
- Máthé Imre, ifj. (1942) növénykémia, növényökológia
- Mauksch Tamás (1749–1832) florisztika, mikológia
- Méhes Gyula (1897–1970) orvosi növénytan
- Méliusz Juhász Péter (1532–1572) florisztika
- Menyhárth László (1849–1897) florisztika
- Mesterházy Ákos (1945) mezőgazdasági növénytan, növénykórtan
- Mészáros Lajos (1913–1969) mezőgazdasági növénytan, növényszervezettan
- Mészöly Gyula (1910–1974) mezőgazdasági növénytan
- Mezey Gyula (1861–1922) növénykórtan
- Milkovits István (1937) növényrendszertan
- Miltényi László (1901–1936) mezőgazdasági növénytan, növényszervezettan
- Misák József (1866–1939) kertészeti dendrológia
- Modor Vidor (1910–1979) gyógynövénykutatás, növényanatómia
- Moesz Gusztáv (1873–1946) mikológia, növénykórtan, florisztika, növényföldrajz
- Mokry Sámuel (1832–1909) mezőgazdasági növénytan
- Molnár Ádám (1713–1780) florisztika
- Morbitzer Dezső (1879–1945) kertészeti növénytan
- Mühle Vilmos (1845–1908) kertészeti növénytan
- Mygind Ferenc (1710–1789) florisztika

### N
- Nagy István (1905–1974) florisztika
- Nagy Zoltán (1921–1987) mezőgazdasági növénytan
- Nagy-Tóth Ferenc (1929–2022) algológia
- Natter-Nád Miksa (1893–1982) növényrendszertan
- Németh Márton (1910–1986) ampelológia
- Nemky Ernő (1909–1986) erdészeti növénytan, növényökológia
- Nendtvich Károly (1811–1892) florisztika
- Nendtvich Tamás (1782–1858) florisztika
- Nowotarski Antal (1825–1901) növénynemesítés

### Ny
- Nyárády Antal (1920–1982) florisztika, növénytársulástan
- Nyárády Erazmus Gyula (1881–1966) florisztika, növényrendszertan

### O, Ó
- Obermayer Ernő (1888–1969) növénynemesítés, növényélettan
- Okályi Iván (1900–1968) pomológia
- Olgyay Miklós (1904–1958) növénykórtan
- Orbán Sándor (1947) briológia
- Ormándy Miklós (1846–1911) növényszervezettan
- Orsós Ottó (1911–1939) növényszervezettan

### P
- Paál Árpád (1889–1943) növényélettan
- Palik Piroska (1895–1966) algológia
- Pálinkás Gyula (1883–1957) ampelológia
- Pantocsek József (1846–1916) algológia, paleobotanika, florisztika
- Pántos György (1924–1986) erdészeti növénytan, növényökológia
- Papp József (1900–1985) mezőgazdasági növénytan, dendrológia
- Páter Béla (1860–1938) mezőgazdasági növénytan, gyógynövénykutatás
- Pecz Ármin (1820–1896) kertészeti dendrológia
- Pénzes Antal (1895–1984) pomológia, florisztika
- Péterffy József (1827–1888) mezőgazdasági növénytan
- Péterfi István (1906–1978) növényanatómia, növényélettan, algológia
- Péterfi Márton (1875–1922) briológia
- Petrányi Ferenc (1890–1935) kertészeti botanika
- Pettenkoffer Sándor (1868–1946) ampelológia
- Pillitz Benő (1825–1910) florisztika
- Pócs Tamás (1933) florisztika, briológia, növénytársulástan
- Podhradszky János (1914–1968) növénykórtan
- Pogácsás György (1919–1977) mezőgazdasági növénytan, növényélettan, növénykórtan
- Polgár Sándor (1876–1944) florisztika, növényföldrajz
- Pozsár Béla (1922–1981) mezőgazdasági növénytan, növényélettan, növénykémia
- Précsényi István (1926–2007) növénytársulástan, növényökológia
- Priszter Szaniszló (1917–2011) florisztika, növényrendszertan, botanikatörténet
- Purkircher György (1530–1578) orvosi növénytan

### Q
- Quint József (1882–1929) algológia, növényélettan

### R
- Rácz István (1952–) dendrológia
- Raffensberger Ferenc (1851–1936) kertészeti botanika
- Rajczy Miklós (?) briológia
- Rakcsányi László (1901–1967) ampelológia
- Rapaics Raymund (1885–1954) növényföldrajz, növényrendszertan, növénytársulástan
- M. Rásky Klára (1908–1971) paleobotanika
- Rayger Károly (1641–1707) gyógynövénykutatás
- Rédl Rezső (1895–1942) florisztika, növényföldrajz
- Révy Dezső (1900–1954) növénykórtan
- Richter Aladár (1868–1927) növényszervezettan
- Ritter Gusztáv (1846–1926) pomológia
- Roboz Zoltán (1861–1905) ampelológia
- Rom Pál (1902–1962) gyógynövénykutatás
- Rudinai Molnár István (1850–1920) ampelológia, pomológia

### S
- Simoncsics Pál (1918–2002) botanika, palinológia
- Saághy István (1865–1945) kertészeti dendrológia
- Sadler József (1791–1849) florisztika, növényrendszertan, pteridológia, mikológia
- Sántha László (1886–1954) ampelológia, növénykórtan, lichenológia
- Scherffel Aladár (1865–1939) algológia, mikológia
- Scherffel Vilmos Aurél (1835–1895) florisztika, mikológia
- Schilberszky Károly (1863–1935) növénykórtan, mikológia
- Schiller Zsigmond (1847–1920) florisztika
- Schneider József (1888–1963) kertészeti botanika
- Schur Ferdinánd (1799–1878) florisztika
- Schuster János (1777–1839) növényrendszertan
- Scopoli János Antal (1723–1788) florisztika
- Simon Tibor (1926–2020) florisztika, növényrendszertan, növénytársulástan
- Simonkai Lajos (1851–1910) florisztika, növényrendszertan, dendrológia
- Soó Rezső (1903–1980) florisztika, növényföldrajz, növénytársulástan, növényrendszertan
- Soós István (1902–1959) ampelológia
- Staub Móric (1842–1914) paleobotanika, florisztika
- Suba János (1929) florisztika, növényélettan
- Surányi Dezső (1947–) pomológia

### Sz
- Szabó Zoltán (1882–1944) florisztika, növényrendszertan, növényélettan
- Szász Kálmán (1910–1978) gyógynövénykutatás
- Szatala Ödön (1889–1958) lichenológia
- Szelényi Gusztáv (1904–1982) növénykórtan
- Szemes Gábor (1906–1993) algológia
- Szenczy Imre (1798–1860) florisztika
- Szentpéteri Gabriella (1927–1969) növényszervezettan
- Szép Rezső (1860–1918) florisztika
- Szepes Júlia (1913–1987) növényanatómia, növénykórtan
- Szepesfalvy János (1882–1959) briológia, paleobotanika
- Szilády Zoltán (1878–1947) florisztika
- Szodfridt István (1930) dendrológia, botanikatörténet
- Szontagh Miklós (1843–1899) florisztika
- Szökő Gyula (1934–1974) növénykórtan
- Szörényi Mihály (1881–1963) kertészeti botanika
- Szujkóné Lacza Júlia (1930) florisztika, dendrológia, növényszervezettan
- Szutorisz Frigyes (1854–1926) florisztika

### T
- Tallós Pál (1931–1968) erdészeti növénytan, növénytársulástan
- Tamássy Géza (1887–1971) florisztika
- Tamássy Károly (1806–1885) pomológia
- Tauscher Gyula Ágoston (1832–1882) florisztika
- Téglás Károly (1864–1916) erdészeti növénytan
- Terpó András (1925–2015) pomológia, növényrendszertan
- Thaisz Lajos (1867–1937) mezőgazdasági növénytan, florisztika
- Timár Lajos (1918–1956) florisztika, növénytársulástan, mikológia
- Timkó György (1881–1945) lichenológia
- Tőkés Lajos (1873–1951) florisztika, növényföldrajz
- Trautmann Róbert (1873–1953) növényrendszertan
- Tuzson János (1870–1943) növényanatómia, növényrendszertan, florisztika, növénykórtan, mikológia, paleobotanika

### U, Ú
- Ubrizsy Gábor (1919–1973) növénykórtan, mikológia, herbológia
- Uherkovich Gábor (1912–2002) algológia
- Ujhelyi József (1910–1979) florisztika, növényrendszertan
- Ujvárosi Miklós (1913–1981) mezőgazdasági növénytan, florisztika, herbológia
- Uzonyi Ferenc (1884–1972) növénykórtan

### V
- Vágújfalvi Dezső (1936) növényélettan, növénykémia
- Vajda Ernő (1889–1980) florisztika
- Vajda László (1890–1986) florisztika
- Varga Oszkár (1873–1947) növényélettan
- Velich István (1870–1960) pomológia
- Verseghy Klára (1930) lichenológia
- Veszelszki Antal (1730-as évek – 1798) florisztika
- Vette György (1645–1704) növénykórtan
- Vida Gábor (1935) florisztika, növényrendszertan, pteridológia
- Visnya Aladár (1878–1959) briológia
- Vrabély Márton (1808–1877) florisztika

### W
- Wagner János (1870–1955) florisztika, dendrológia
- Wagner Richárd (1905–1972) geográfia, klimatológia, ökológia
- Waisbecker Antal (1835–1916) florisztika
- Waldstein-Wartenberg Ferenc Ádám (1759–1823) florisztika
- Walz Lajos (1845–1914) florisztika
- Wernischek János Jakab (1743–1804) növényrendszertan
- Wierzbicki Péter (1794–1847) florisztika
- Windisch János Teofil (1689–1732) florisztika
- Winterl József Jakab (1739–1809) növényrendszertan, pomológia
- Wolny András Rafael (1759–1827) florisztika

### Z
- Zahlbruckner Sándor (1860–1938) florisztika, lichenológia
- Zatykó Imre (1900–1987) pomológia
- Zay Albert (1825–1904) pomológia
- Zoltán Vilmos (1869–1929) florisztika
- Zólyomi Bálint (1908–1997) növényszármazástan, növénytársulástan, palinológia

### Zs
- Zsák Zoltán (1880–1966) mezőgazdasági növénytan, florisztika, herbológia